# Selanovtsi
Selanovtsi (Bulgaars: Селановци) is een dorp in het noordoosten van Bulgarije. Het dorp is gelegen in de gemeente Orjachovo in de oblast Vratsa. Het dorp ligt hemelsbreed ongeveer 63 km ten noordoosten van Vratsa en 122 km ten noordoosten van Sofia.

## Bevolking
Het dorp Selanovtsi had bij een schatting van 2020 een inwoneraantal van 2882 personen. Dit waren 658 mensen (-18,6%) minder dan 3540 inwoners bij de officiële census van februari 2011. De gemiddelde jaarlijkse groei in die periode komt daarmee uit op -2%, hetgeen lager is dan het landelijk jaarlijks gemiddelde over deze periode (-0,63%).
- 1934 6483
Koninkrijk Bulgarije
- 1946 7221
Volksrepubliek Bulgarije
- 1956 6778
Volksrepubliek Bulgarije
- 1965 6934
Volksrepubliek Bulgarije
- 1975
Volksrepubliek Bulgarije
- 1985 6104
Volksrepubliek Bulgarije
- 1992 5245
Republiek Bulgarije
- 2001 4623
Republiek Bulgarije
- 2011 3540
Republiek Bulgarije
- 2020 2882
Republiek Bulgarije

- Koninkrijk Bulgarije
- Volksrepubliek Bulgarije
- Republiek Bulgarije

In het dorp leven nagenoeg uitsluitend etnische Bulgaren, maar er is ook een kleine minderheid van de Roma. In februari 2011 identificeerden 2646 van de 2764 ondervraagden zichzelf als ethische “Bulgaren”, oftewel 95,7% van alle ondervraagden. De overige ondervraagden - uitgezonderd van enkele Turken - noemden zichzelf vooral Roma (97 personen oftewel 3,5%).
| Etnische samenstelling van de respondenten (2011) | Etnische samenstelling van de respondenten (2011) | Etnische samenstelling van de respondenten (2011) | Etnische samenstelling van de respondenten (2011) | Etnische samenstelling van de respondenten (2011) |
| ------------------------------------------------- | ------------------------------------------------- | ------------------------------------------------- | ------------------------------------------------- | ------------------------------------------------- |
|                                                   |                                                   |                                                   |                                                   |                                                   |
| Bulgaren                                          | Bulgaren                                          |                                                   | 95,7%                                             | 95,7%                                             |
| Turken                                            | Turken                                            |                                                   | 0,3%                                              | 0,3%                                              |
| Roma                                              | Roma                                              |                                                   | 3,5%                                              | 3,5%                                              |
| Anders/Onbekend                                   | Anders/Onbekend                                   |                                                   | 0,5%                                              | 0,5%                                              |